# Wieża światła
Wieża światła (tyt. oryg. Tower of Glass) – powieść fantastycznonaukowa amerykańskiego pisarza Roberta Silverberga z 1970 roku. 

## Treść
Someon Krug jest genialnym wynalazcą, który stworzył rasę androidów, wyglądających jak ludzie i służących im we wszystkich pracach. Wynalazca marzy o tym, by nawiązać kontakt z innymi istotami rozumnymi we wszechświecie. W tym celu buduje gigantyczną wieżę światła, która ma być przekaźnikiem jego gwiezdnego posłania. Nie zdaje sobie jednak sprawy, że stworzone przez niego androidy marzą o tym, by przestać być niewolnikami i stać się równi ludziom. Tworzą one własną religię, w której bogiem jest Someon Krug. Androidy wierzą, że pewnego dnia ich stwórca i bóg przywróci im wolność. Kiedy Krug dowiaduje się o tym, jest zdumiony, bowiem uważał ich dotąd za bezmyślne maszyny, których nigdy nie zamierzał czynić równymi ludziom. Kiedy bez ogródek im to oświadcza, wybucha bunt.